# Andromachos der Jüngere
Andromachus, genannt der Jüngere, (altgriechisch Ἀνδρόμαχος Andrómachos, lateinisch Andromachus) wird in den Schriften Galens als Sohn von Andromachos dem Älteren bezeugt.
Wie sein Vater wirkte er ebenfalls als Arzt und verfasste eine pharmazeutische Abhandlung in drei Büchern, die sich unter anderem der Augenheilkunde widmete. Zudem befasste er sich mit Gegengiften und Galenos schöpfte im zweiten Buch seiner Schrift De antidotis umfangreich aus dem Werk des Andromachos.